# Apteromantis
Apteromantis Werner, 1931 è un genere di insetti mantoidei della famiglia Mantidae, diffuso nella parte occidentale del bacino del Mediterraneo.

## Tassonomia
Comprende due sole specie:
- Apteromantis aptera (Fuente, 1894) - diffusa in Spagna e Portogallo.
- Apteromantis bolivari (Werner, 1929) - diffusa in Algeria e Marocco.